# Talla-roques
El talla-roques o tord de fons (Acantholabrus palloni) és una espècie de peix de la família dels làbrids i de l'ordre dels perciformes.
Els mascles poden assolir els 25 cm de longitud total.
Es troba des de Noruega fins al Gabon, incloent-hi Madeira, les Açores i les Canàries. També a la Mediterrània i la mar Adriàtica.